# ۵۷ (قمری)
۵۷ (قمری)، پنجاه و هفتمین سال در گاهشماری هجری قمری است. اول محرم این سال برابر با هفدهم نوامبر سال ۶۷۶ میلادی است.

## زادگان
- ۱ رجب یا ۳ صفر: محمد باقر امام پنجم شیعیان.